# Comuna Velîka Cerneciciîna
Velîka Cerneciciîna (în ucraineană Велика Чернеччина) este o comună în raionul Sumî, regiunea Sumî, Ucraina, formată din satele Homîne, Lîpneak, Velîka Cerneciciîna (reședința) și Vilșanka.

## Demografie
Componența lingvistică a comunei Velîka Cerneciciîna
     Ucraineană (95,66%)
     Rusă (4,3%)
Conform recensământului din 2001, majoritatea populației comunei Velîka Cerneciciîna era vorbitoare de ucraineană (95,66%), existând în minoritate și vorbitori de rusă (4,3%).